# Ricardo Alarcón Gaviria
Ricardo Alarcón Gaviria ( Cali,1954)es un empresario colombiano.  
Fue gerente general y Presidente de Caracol Radio, empresa que forma parte del Grupo Prisa de España.  

## Biografía
Alarcón estuvo desde sus inicios en los medios de comunicación. Primero comenzó en la prensa a través del periódico deportivo Nuevo Estadio de la ciudad de Manizales donde tenía a sus colegas columnistas reconocidos en el país como César Augusto Londoño, Iván Mejía Álvarez y Hernán Peláez Restrepo.
Pasó a la televisión en la década de los 80 esta vez fue con Caracol Televisión, donde era presentador del programa La Hora del Deporte al lado de Hernán Peláez Restrepo. En 1987 asumió la gerencia general de Caracol Radio hasta 1999, de 1999 al 2001 fue el presidente del canal privado de Caracol Televisión, en el 2003 fue el presidente de R.T.I. Televisión empresa de televisión por la cual superó la crisis de los canales públicos en ese año y además hizo un acuerdo con el entonces presidente de Caracol Televisión el Doctor Paulo Laserna Phillips para coproducir la exitosa telenovela nacional Pasión de Gavilanes, que se ha convertido en una de las producciones más exitosas no solo a nivel nacional sino también internacional.
Alarcón fue gerente comercial y presidente de Caracol Radio desde 2005, en el 2015 se retira de la gerencia general de caracol y la gerencia internacional de Prisa Radio, pero seguía ocupando la presidencia de la misma hasta el 8 de marzo de 2017 cuando anunció su retiro definitivo de la cadena, además de su calidad de miembro de la junta directiva que representa Prisa en Colombia y otros países.
| Predecesor: Mabel García de Ángel | Presidente de Caracol Televisión 1999-2001 | Sucesor: Paulo Laserna Phillips |